# جان پی. بیگلو
جان پرسکات بیگلو (John Prescott Bigelow) (زادهٔ ۲۵ اوت ۱۷۹۷ – درگذشتهٔ ۴ ژوئیهٔ ۱۸۷۲)، سیاستمدار آمریکایی بود که به‌عنوان عضو مجلس نمایندگان ماساچوست، وزیر امور خارجهٔ ماساچوست و مهم‌تر از همه به‌عنوان دوازدهمین شهردار بوستون، ماساچوست از سال‌های ۱۸۴۹ تا ۱۸۵۱ خدمت کرد. بیگلو در گروتن، ماساچوست، در شهرستان میدلسکس متولد گردید.

## اوایل زندگی
بیگلو فرزند وکیل تیموتی بیگلو بود. او در رشتهٔ حقوق در کالج هاروارد تحصیل نمود و در سال ۱۸۱۵ فارغ‌التحصیل گردید. او با لوئیزا آن براون در ۹ مارس، سال ۱۸۲۴ ازدواج کرد و سال بعدی پسر ایشان، پرسکات، متولد گردید. با این حال، او در سن جوانی درگذشت و در سال ۱۸۴۷ لوئیزا آن براون نیز درگذشت.

## صعود سیاسی
ظهور بیگلو به اهمیت سیاسی در سال ۱۸۲۸ آغاز گردید، زمانی‌که او به‌عنوان عضو حزب ویگ به مجلس نمایندگان ماساچوست انتخاب شد و تا سال ۱۸۳۶ در مجلس ایالتی، جایی‌که او یکی از اعضای مهم در چندین کمیته بود، خدمت نمود. او از چندین اهداف به ویژه حمایت کرد که کاهش تعداد کلی اعضای مجلس نمایندگان ماساچوست که در آن زمان بیش از ۷۰۰ نفر بود و حمایت مالی و توسعهٔ قوانین راه‌آهن شامل آن می‌باشد.
او در حالی‌که در مجلس ایالتی حضور داشت، عضو شورای مشترک بخش ۹ در شهر بوستون نیز بود، جایگاهی‌که برای آن در سال ۱۸۳۲ منتخب و در سال بعدی، به‌عنوان رئیس شورا انتخاب گردید. در سال ۱۸۳۶، او به‌عنوان وزیر کشورهای مشترک‌المنافع انتخاب شد و تا سال ۱۸۴۳، هنگامی‌که عضو شورای اجرایی تحت فرماندار جورج بریگز شد، خدمت نمود.
در سال ۱۸۴۸، بیگلو به‌عنوان شهردار بوستون انتخاب گردید و در سال بعد آغاز به کار کرد.

## سال‌های شهرداری
در جریان سه سال شهرداری او، شهر بوستون دستخوش تغییرهای ساختاری مهمی شد، هنگامی‌که او همزمان با افزایش جرم و جنایت و هجوم مهاجران ایرلندی مبارزه کرد. از همه مهمتر، در پایان دورهٔ تصدی خود، او پایه و اساس برای ساخت کتابخانهٔ عمومی بوستون، اولین کتابخانه کشور با بودجهٔ عمومی، را می‌گذاشت.

### همه‌گیری وبا
در اولین دورهٔ شهرداری خود، بیگلو با یک بحران بزرگ روبرو شد. وبا سراسر شهر را با سرعت نگران‌کنندهٔ فرا گرفت. تنها در سال ۱۸۴۹، بیش از ۵۰۰۰ نفر از جمعیت ۱۳۰۰۰۰ نفری یا تقریباً ۴ درصد از شهروندان شهر را کشت. در پاسخ به این بیماری همه‌گیر، شهردار علت مرگ و میر را «بی‌احتیاطی محسوس در رژیم غذایی یا بی‌اعتدالی» دانست. او همچنین ادعا کرد که اکثر اگر نه، نزدیک به همه؛ متوفیان مهاجران ایرلندی بوده‌اند. او با کم کردن تعداد مهاجران ایرلندی شهر از جمعیت کلی آن، استدلال نمود که میزان مرگ و میر بوستون لزوماً نسبت به سال‌های قبل افزایش نیافته‌است و به‌طور قطعی با شهرهای کوچک متفاوت نیست. آنچه بوستون را از این شهرهای کوچک متمایز می‌کرد، بیگلو نوشت: «انبوهی از دریانوردان ناتوان، غریبه‌های بی‌بضاعت و افراد بی‌پروا و از هم گسیخته از هر آب و هوایی» بودند.

### ماجرای شادراک
یکی از موارد مشهور دیگری که در دوران تصدی بیگلو به‌عنوان شهردار رخ داد، ماجرای شادراخ بود که طوفان آتشین جدال سیاسی و فرهنگی را برانگیخت، عمدتاً به‌دلیل این‌که شامل قانون برده‌فراری سال ۱۸۵۰ که تصویب شده کنگرهٔ ایالت‌های متحده و امضاء شده رئیس‌جمهور میلارد فیلمور بود، این قانون به مارشال‌های فدرال اجازه داد تا بردگانی را که به ایالت‌های غیر برده‌دار مانند ماساچوست فرار کرده بودند، دستگیر کنند. در آن سال، بردهٔ به‌نام شادراک مینکینز به بوستون فرار کرده بود، جایی‌که او آمد تا در آنجا اقامت کند و به عنوان پیشخدمت کسب درآمد نماید. در فوریهٔ سال ۱۸۵۱، مارشال‌های فدرال شادراک را دستگیر کردند. اما، گروهی متشکل از ۱۰۰ تا ۲۰۰ سیاه‌پوست محلی که بیشتر ایشان اعضای کمیتهٔ هوشیاری بوستون بودند، شادراک را به‌زور از دادگاه بوستون آزاد کردند و مینکینز به کانادا فرار کرد.
فرارکردن شادراک یک شرمساری سیاسی برای شهردار بیگلو بود. مارشال ایالت‌های متحده هر دو شهردار و مارشال شهر توکی را متهم کرده بود که درخواست او را برای افسران پلیس اضافی برای محافظت از دادگاهی رد کردند که شادراک در آن بازداشت شده بود. بیگلو مجبور شد تا در برابر این اتهام‌ها از خود دفاع نماید. او ادعا کرد که مارشال ایالت‌های متحده درخواست امنیت نکرده بود. او و شهردار، در حقیقت از توکی درخواست کرده بود که پلیس بیشتری را به دادگاه بفرستد تا از بی‌نظمی و هرج و مرج جلوگیری صورت گیرد.

### شورش بیگلو-توکی
روابط میان شهردار بیگلو و وزیر امور خارجه دانیل وبستر پس از ماجرای شادراک بهبودی نیافت. در سال ۱۸۵۰، بیگلو قرار بود با جورج تامپسون، یکی از طرفداران الغای‌ای مشهور بریتانیایی که جلسه‌ای در تالار فنویل برگزار می‌کرد، نشست کند. هنگامی‌که معترضان جلسه را برای تشویق وبستر قطع کردند، پلیس که طبق دستور شهردار عمل می‌کرد، هیچ کاری برای جلوگیری از اغتشاش انجام نداد. این حادثه به شورش بیگلو-توکی معروف گردید.

## کتابخانهٔ عمومی بوستون
دستاورد تاج‌گذار دوران تصدی بیگلو به‌عنوان شهردار و در طول سال‌های بازنشستگی، حمایت او از کتابخانه عمومی بوستون، اولین ساختمان شهرداری با بودجهٔ عمومی در ایالت‌های متحده بود. پول اولیهٔ اهدایی برای حمایت از کتابخانه را «صندوق بیگلو» نام گذاشتند. برای قدردانی از شهردار به‌خاطر خدمت‌های او به شهر در طول اپیدمی (بیماری همه‌گیر) وبا در سال ۱۸۴۹، گروهی از شهروندان پیشنهاد جمع‌آوری بودجه‌ای برای خرید یک گلدان از نقره نمودند. بیگلو هدیه آنها را رد کرد و به‌جای آن درخواست کرد که هزینهٔ گلدان که بیش از ۱۰۰۰ دلار ارزش داشت، به بودجه‌ای برای کتابخانه اختصاص داده شود. در آن سال وی اهدای کتاب به کتابخانه را نیز پذیرفت و گفت: «این کتاب‌ها نه تنها به‌عنوان هدیهٔ مردمی سرشناس، بلکه به‌عنوان اساس و بخش مهمی از کتابخانهٔ رایگان شهرداری که ما در حال انجام اقدام‌های فعال برای بنیان‌گذاری آن هستیم، محسوب می‌شوند».
بیگلو پس از دورهٔ شهرداریش، به‌عنوان عضو هیئت مدیرهٔ کتابخانهٔ عمومی بوستون منتخب شد. رئیس آن فرماندار ادوارد اورت بود. بیگلو تا ژانویهٔ سال ۱۸۶۹، زمانی‌که به دلایل پزشکی استعفا داد، در هیئت مدیرهٔ آن خدمت کرد. شهردار بوستون در آن زمان، ناتانیل برادستریت شورتلف، با پذیرش استعفا بیگلو، گفت که بیگلو «همیش دوست سرسخت کتابخانه بوده‌است» و ابراز «تأسف فراوان از این‌که سلامتی ضعیف او مستلزم قطع رابطهٔ می‌باشد که مدت طولانی او را با این شاخه و سایر شاخه‌های دولت شهر مرتبط نموده بود».

## افتخارات
او به‌عنوان عضو انجمن باستانی آمریکا در سال ۱۸۴۳‏ منتخب و از سال ۱۸۵۴ تا ۱۸۶۸ در هیئت مشاوران آن برای خدمت برگزیده شد.